# Moriarty (Band)
Moriarty ist eine 1995 von fünf Künstlern aus Frankreich, den USA, der Schweiz und Vietnam gegründete franko-amerikanische Musikgruppe. Der Bandname geht auf die Figur des Dean Moriarty aus dem Roman Unterwegs des amerikanischen Schriftstellers Jack Kerouac zurück.

## Geschichte
Die Mitglieder der Band wuchsen zum großen Teil im französischen Saint-Lô auf, haben aber amerikanische Eltern. Die heutige Sängerin Rosemary Standley stieß 1999 zur Band.
Im Oktober 2007 erschien das Debütalbum "Gee Whiz But This Is A Lonesome Town" auf dem Independent-Label Naïve Records. Das Album erreichte trotz seines ungewohnten Stilmixes von Blues, Country, Chanson und Folk die Top 30 der französischen Charts und erreichte ein Jahr später Goldstatus. Die erste Single-Auskopplung war der Titel Jimmy. Nach Veröffentlichung des Albums tourten Moriarty bis zum Frühjahr 2008 durch Frankreich, spielten allerdings auch in der Schweiz, Kanada, Spanien, Deutschland und Großbritannien. Für 2009 führten weitere Tourtermine durch die USA, Kanada, Deutschland, Belgien, die Schweiz, Großbritannien und Schweden.
2008 gehörten Moriarty zu den Nominierten für den Prix Constantin. 2009 verantwortete die Band die Musik für den Film Der gestiefelte Kater – Die wahre Geschichte.

## Stil
Die Musik von Moriarty ist inspiriert von traditioneller irischer Musik, Country und Blues. Gespielt wird mit Instrumenten wie Gitarre, Kontrabass, Mundharmonika, Xylophon und Kazoo, gelegentlich finden auch Geräusche von Schreibmaschinen oder Rezeptionsglocken Verwendung.

## Bandmitglieder

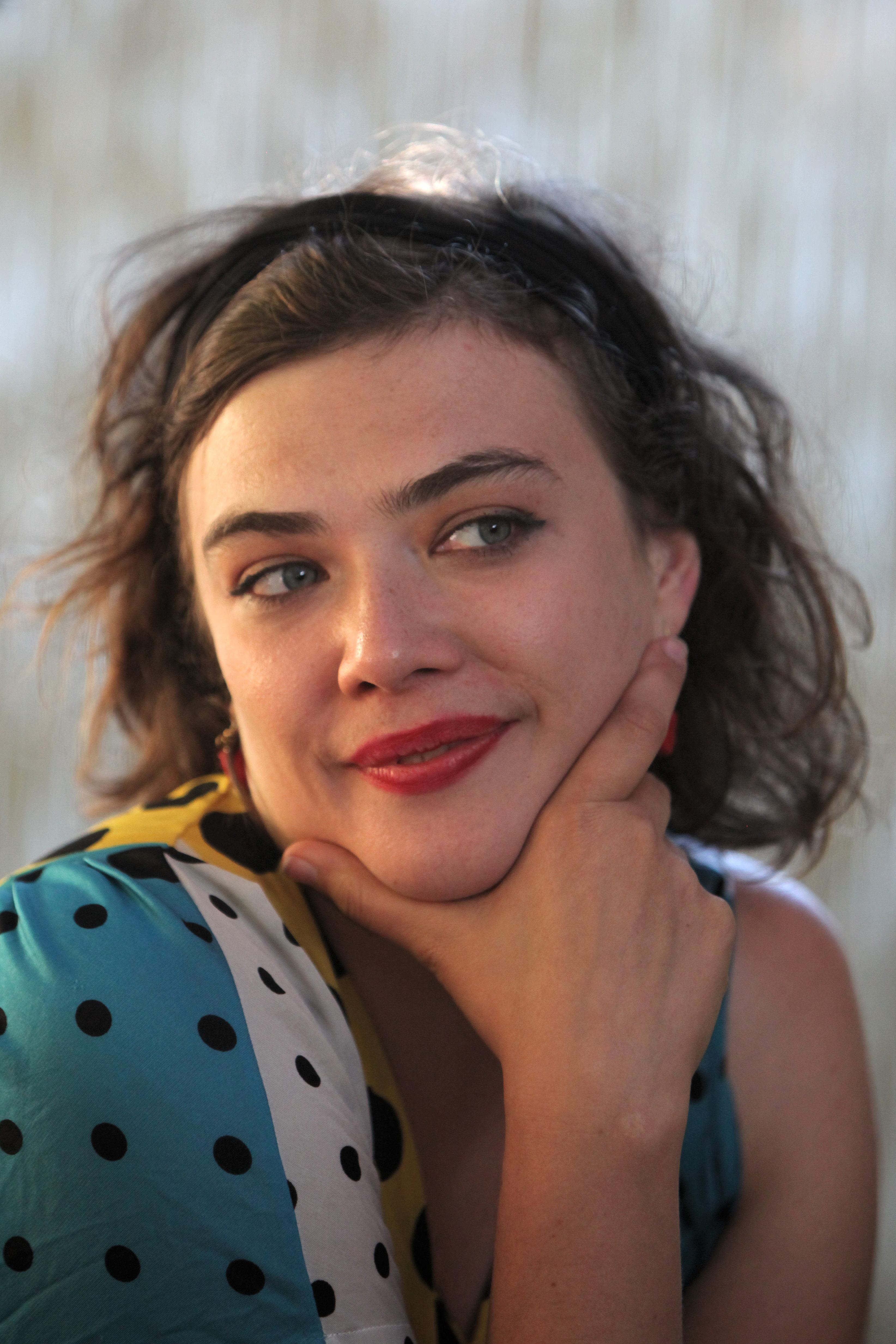
Rosemary Standley
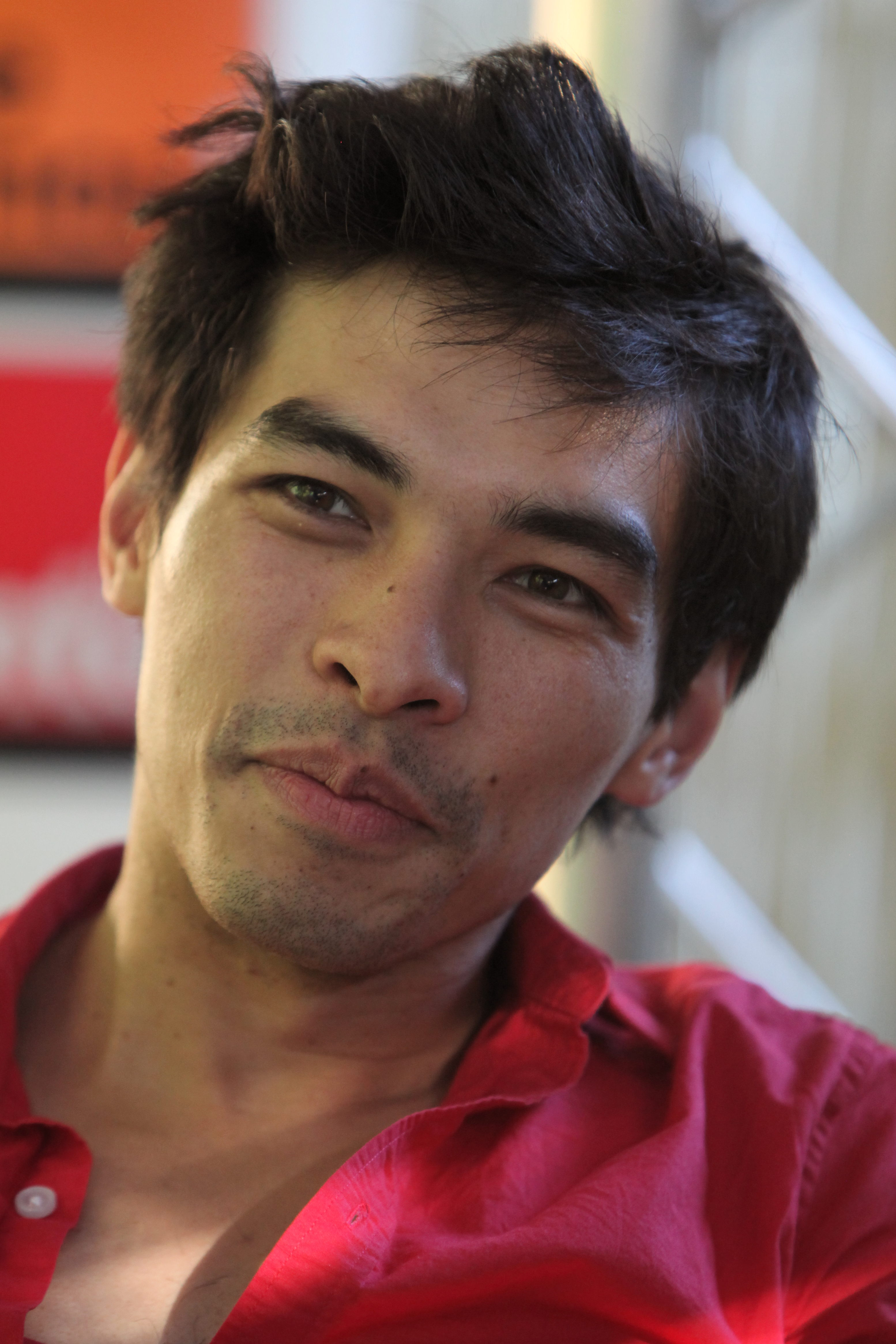
Stephan Zimmerli
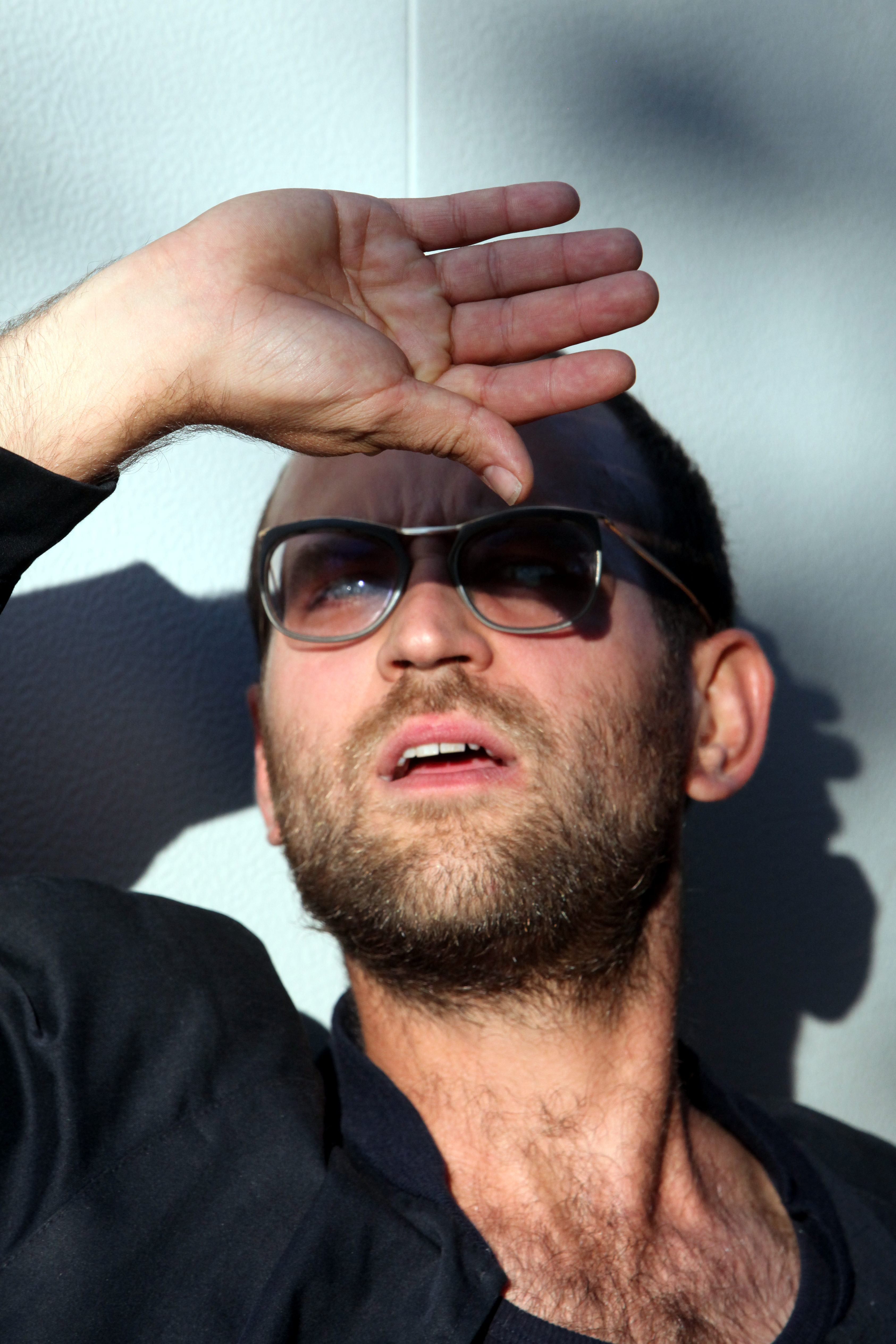
Thomas Puéchavy
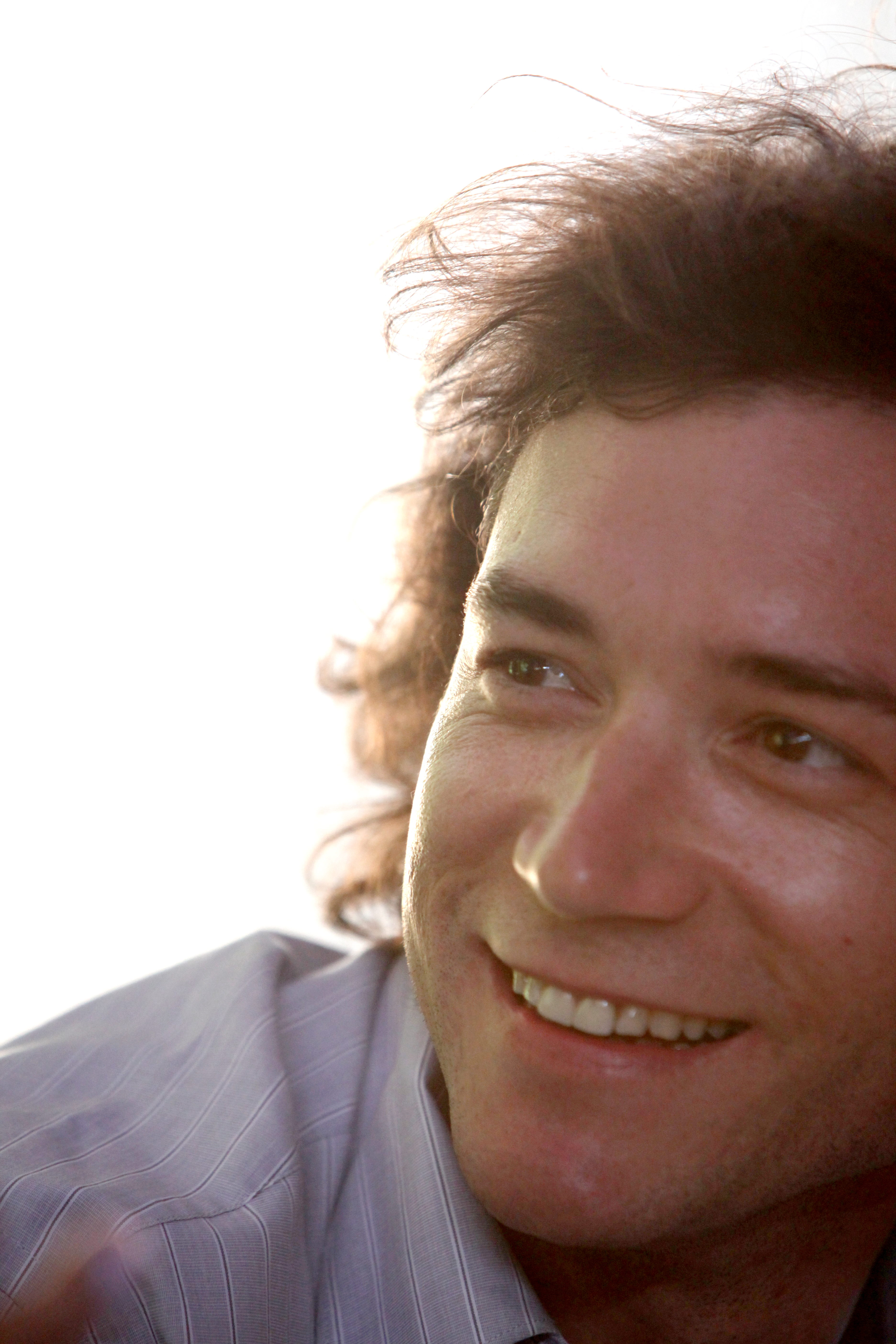
Charles Carmignac
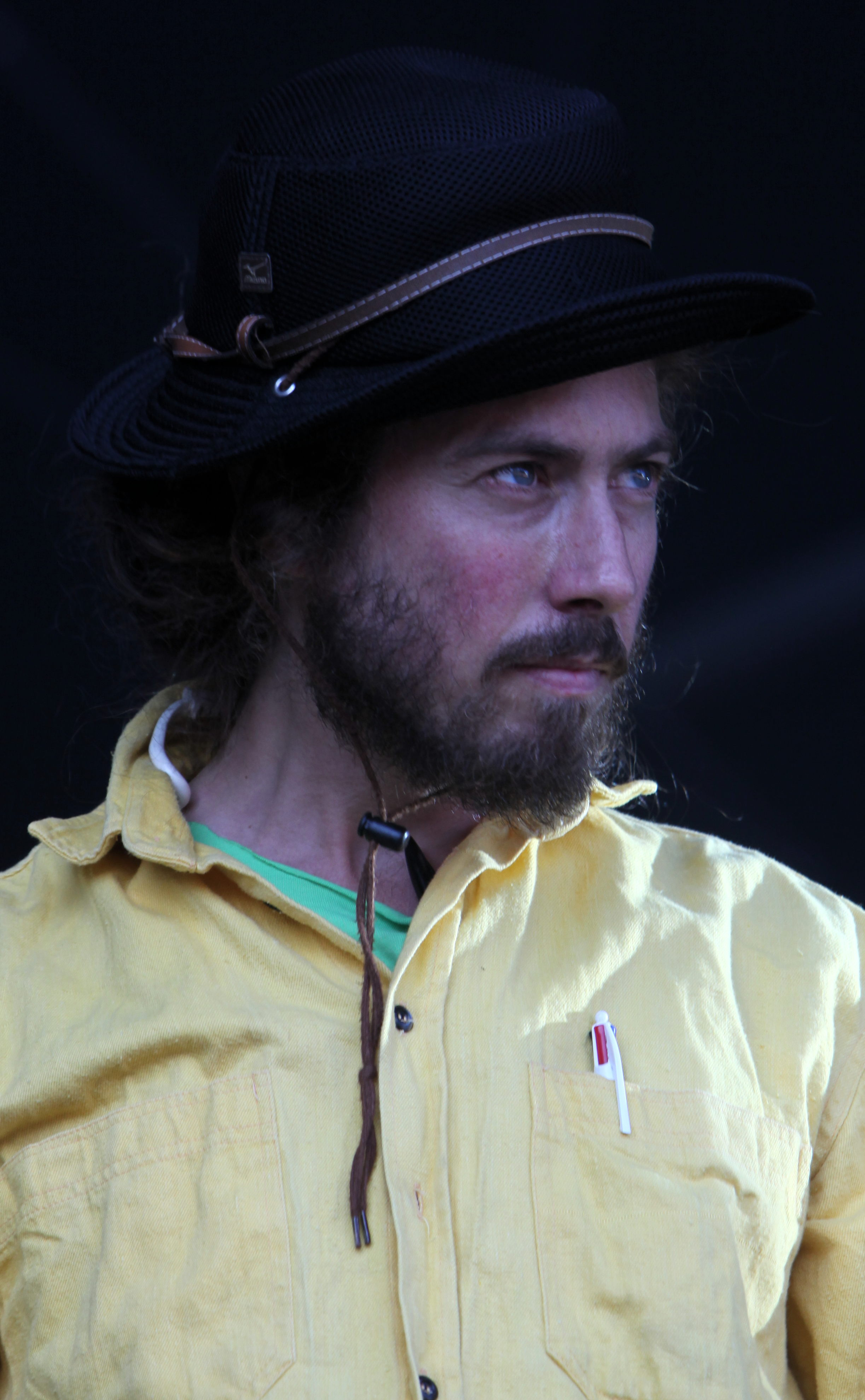
Arthur B. Gillette
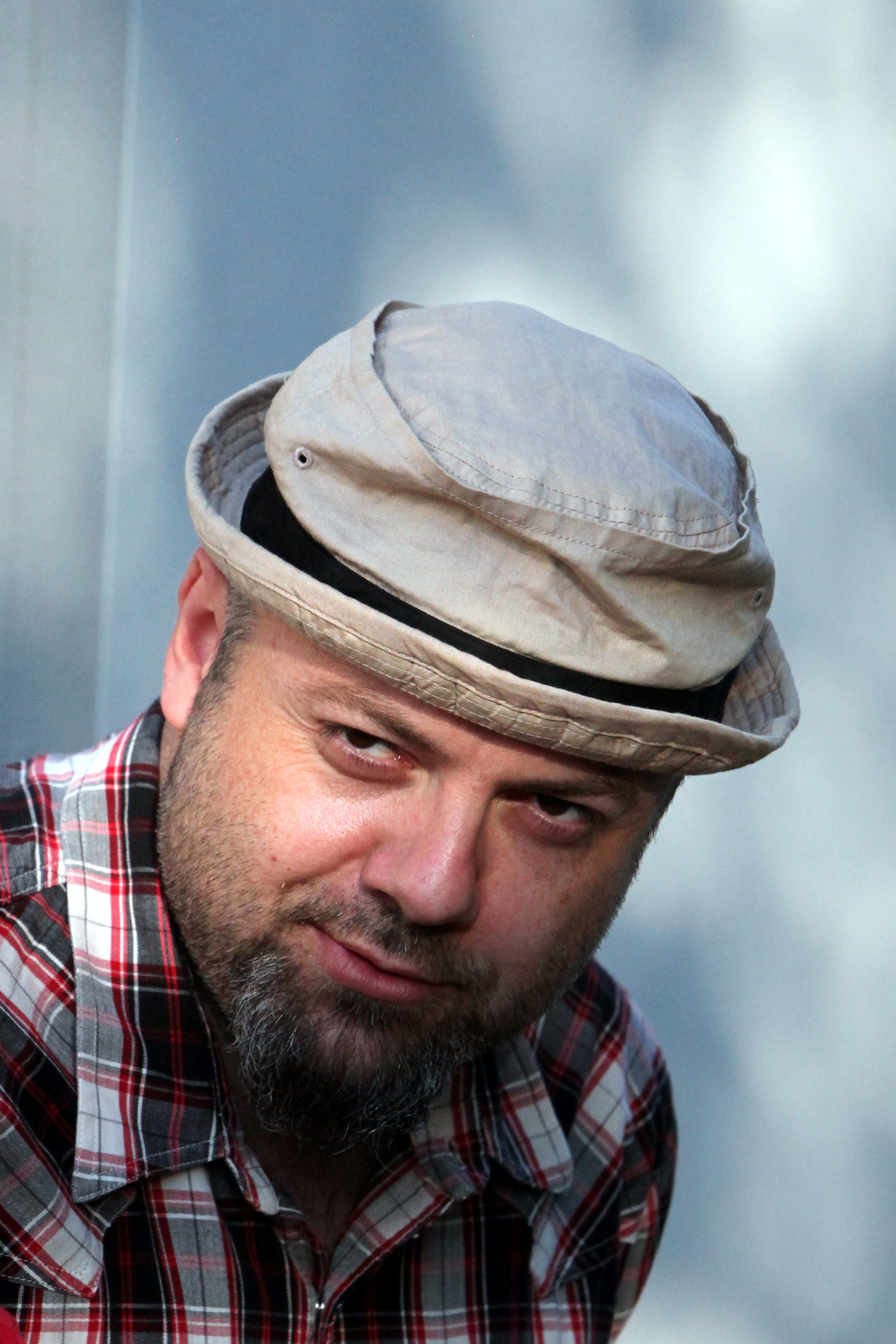
Vincent Talpaert

## Diskografie
- 2005: The Ghostless Takes (Eigenveröffentlichung)
- 2007: Gee Whiz but This Is a Lonesome Town (Naïve Records)
- 2008: La Musique de Paris Dernière (Naïve Records)
- 2009: The Lost Scenes of Puss'n'Boots (Naïve Records)[5]
- 2011: The Missing Room (Air Rytmo)
- 2013: Fugitives (Air Rytmo)
- 2015: Epitaph (Air Rytmo)
- 2016: Epiphany (Eigenveröffentlichung)
- 2017: Echoes from the Borderline (Air Rytmo)